# Chottakyatanahalli, Nagamangala
Chottakyatanahalli là một làng thuộc tehsil Nagamangala, huyện Mandya, bang Karnataka, Ấn Độ.